# Radio La Clave
Radio La Clave es una estación radial chilena ubicada en el 92.9 MHz del dial FM en Santiago de Chile que inició sus transmisiones en 1980 y que funcionara como tal hasta el 31 de mayo de 1999, y refundada el 1 de junio de 2014. También transmite vía video streaming de su página web en el resto del país y en todo el mundo.

## Historia
Entre 1980 y el 31 de mayo de 1999, Radio La Clave funcionó con una programación de música en español, siendo pionera en transmitir las 24 horas del día.
Al comenzar el nuevo milenio, varias emisoras pasaron por ese dial, tales como Romance, Píntame e Ibiza FM. Sin embargo, el 1 de junio de 2014, Radio La Clave fue reinaugurada mostrando una programación completamente distinta a la anterior. Con una línea musical marcada por lo indie y la electrónica, y varios programas de producción propia a lo largo del día.
Así, Radio La Clave mantiene esta programación hasta fines de 2015 e inicios de 2016, la que fue cambiando progresivamente al aumentar el horario destinado a espacios de producción propia y conformar su propia área deportiva con integrantes del antiguo programa Bonvallet EnClave Deportiva y el (estrenado en diciembre de 2015), Cónclave Deportivo, pero siempre manteniendo una línea vanguardista y amigable con las nuevas tecnologías.
Entre 2016 y 2019, distintos programas pasaron por la programación de la emisora, entre los que se pueden mencionar a: Hola Deportes Carozzi, Enradiados, Taco Clave, Clave Secreta, Pensar es Clave, Esto es Vida, Diario Clave, Políticamente Humanas, entre otros.
Durante 2019, Radio La Clave sufrió una reducción de sus programas en vivo, saliendo del aire espacios como Pensar es Clave, EnClave Deportiva y Viva Chile. Mientras que el 9 de agosto de 2019 salió del aire el programa deportivo Cónclave Deportivo, decisión fue confirmada por los integrantes de dicho programa durante la tarde del sábado 10 del mismo mes. Con el final del espacio, también se terminaron las transmisiones en vivo desde los estadios.

## Frecuencias anteriores
- 98.5 MHz (Copiapó); hoy Radio Kristina FM, no tiene relación con Miguel Nasur.

## Curiosidades
El dial 92.9 MHz en Santiago ha sido escenario de 7 emisoras:
- Radio Splendid (1959-6 de septiembre de 1977)
- Radio Infinita (7 de septiembre de 1977-1979)
- Radio La Clave (1ª vez) (1983-31 de mayo de 1999)
- Radio Romance (1ª vez) (1 de junio de 1999-2 de septiembre de 2001)
- Radio Íntima (3 de septiembre-30 de noviembre de 2001)
- Radio Romance (2ª vez) (1 de diciembre de 2001-31 de diciembre de 2010)
- Píntame FM (31 de diciembre de 2010-30 de abril de 2013)
- Ibiza FM (1 de mayo de 2013-31 de mayo de 2014)
- Radio La Clave (2ª vez) (1 de junio de 2014-presente)